# 90 mm/50 Model 1926
90mm/50 Model 1926 — 90-миллиметровое корабельное зенитное орудие, разработанное и производившееся в Франции концерном «Шнейдер». Состояло на вооружении ВМС Франции. Предназначалось для вооружения крейсеров французского флота. Создавалось для замены 75-мм орудия 75 mm/50 Model 1922/1924/1927 и на основе его конструкции. Использовалось в одиночных и спаренных установках на тяжёлых крейсерах типа «Сюффрен», лёгких крейсерах типа «Ла Галиссоньер», лёгком крейсере «Эмиль Бертин». Также должно было стать тяжёлым зенитным вооружением перспективных лёгких крейсеров типа «Де Грасс». Орудие в начале 1930-х годов считалось недостаточно мощным, поэтому для его замены было разработано 100-миллиметровое орудие 100 mm/45 Model 1930. Предполагалось установить данную пушку на опытный французский сверхтяжёлый танк FCM F1, однако из-за вторжения Нацистской Германии во Францию в 1940 году разработка танка была прекращена.